# Ірлявська сільська рада
| Ірлявська сільська рада — колишній орган місцевого самоврядування у Ужгородському районі Закарпатської області з адміністративним центром у с. Ірлява. Сільській раді були підпорядковані населені пункти: - с. Ірлява - с. Андріївка - с. Чабанівка |

## Склад ради
Рада складалася з 16 депутатів та голови.

## Керівний склад сільської ради
| ПІБ                      | Основні відомості                                                 | Дата обрання | Дата звільнення |
| ------------------------ | ----------------------------------------------------------------- | ------------ | --------------- |
| Соловейко Олег Юрійович  | Сільський голова, 1971 року народження, освіта                    | 26.03.2006   | 31.10.2010      |
| Чорнак Василь Васильович | Сільський голова, 1973 року народження, освіта вища, безпартійний | 31.10.2010   |                 |

Примітка: таблиця складена за даними джерела